# Another Century's Episode:R
『Another Century's Episode:R』（アナザーセンチュリーズエピソード アール、略称A.C.E:R）は2010年8月19日にバンダイナムコゲームスから発売されたPlayStation 3（PS3）用ゲームソフト。様々なロボットアニメ（一部漫画、ゲームを含む）作品がクロスオーバーするアクションゲーム『Another Century's Episode』（A.C.E.）シリーズの4作目。シリーズ初の12歳以上対象作品でもある。

## 概要
リアルスケールで描かれた巨大ロボットを操作し、様々なミッションをクリアしていくハイスピードロボットアクション。2007年にPlayStation 2で発売された『Another Century's Episode 3 THE FINAL』で一旦は完結したA.C.E.シリーズの3年ぶりの作品。A.C.E.シリーズ初のPlayStation 3専用ソフトとなり、ストーリーや設定も一新された。「R」はリバース（Rebirth／復活または再誕）を意味し、テーマソングにもなっている。キャッチコピーは「異界を切り裂け!エースの翼」。
開発は前作までと同様にロボットアクションゲーム「アーマード・コアシリーズ」を手がけたフロム・ソフトウェアが担当。企画とシナリオはロボットアニメのクロスオーバー作品のシナリオを数多く手がけてきた「スーパーロボット大戦シリーズ」の製作スタッフ（SRプロデュースチーム）が担当している。2008年にバンダイナムコゲームスが子会社だったバンプレストを吸収合併したため、販売元が前作までのバンプレストからバンダイナムコゲームスになっているが、ブランドは従来と同様にバンプレスト。
合計13作品が登場する。その中で今までに登場した作品は『機動戦士Ζガンダム』、『機動戦士ガンダム 逆襲のシャア』、『オーバーマン キングゲイナー』のみ。シリーズ初登場の作品が『超時空世紀オーガス』、『機動戦士クロスボーン・ガンダム』、『フルメタル・パニック!』、『コードギアス 反逆のルルーシュR2』、『創聖のアクエリオン』、『マクロス ゼロ』、『マクロスF』、『スーパーロボット大戦OG』、『機動戦士ガンダムSEED DESTINY』、『アーマード・コアシリーズ』の9作品と大半を占める。基本的にはどの作品も原作のストーリーを収録しているが、例外として『機動戦士ガンダム 逆襲のシャア』、『アーマード・コアシリーズ』からは機体のみ（νガンダム、ナインボール・セラフ）が登場する。
本作は初回生産分のみ封入特典としてゲームの序盤からΖガンダム3号機が使用できるプロダクトコードが同梱される。この機体は条件を満たせばプロダクトコード無しでも入手可能。

## ストーリー
いくつもの並行世界で（作品別の世界の、一部を除いて中盤以降のストーリー中に）、謎の黒い球体が現れ、そこにいた人々や物体を吸い込んでしまうという怪現象が勃発。吸い込まれた人々は皆一様にある星に集まっていた。彼らは謎の少女オータム・フォーとの出会いにより、そこが惑星エリアと呼ばれていることを知るが、当のオータム自身も記憶の一部が欠落しており、なぜエリアへの転移現象が起きたのかは判らなかった。
彼らは世界の枠組みを超えて手を組み、元の世界に帰るための方法を探して旅を続ける。その中で各々の敵や、「シーズン」と呼ばれる謎の勢力との衝突を繰り返しながら、エリアに秘められた謎に近づいていくことになる。

## 舞台
世界設定およびシナリオは前作から一新されている。序盤は原作と同じ世界で展開されるが、やがて異世界の地球型惑星「エリア」へと舞台が移る。惑星エリアには大気・水（海）、そして文明もあり高層ビルが林立した市街地や廃墟なども存在する。宇宙空間での戦闘も行われる。

## 登場ロボットと出典元作品
★マークはシリーズ初登場作品。☆マークは本作で復活した作品。プレイヤーが操作できる機体のみを記載（☆はEXミッション限定機体）。カッコ内は搭乗パイロット。ただし本作では、宇宙世紀系ガンダム作品と『創聖のアクエリオン』のみパイロットチェンジも可能。
★超時空世紀オーガス
- オーガス（桂木桂）
- オーガスIIオルソン・スペシャル（オルソン・D・ヴェルヌ）
- ナイキック（アテナ・ヘンダーソン）

☆機動戦士Ζガンダム
- Ζガンダム（カミーユ・ビダン）
- 百式（クワトロ・バジーナ）
- ディジェ（アムロ・レイ）
- Ζガンダム3号機（アムロ・レイ）※『ガンダム新体験 グリーンダイバーズ』からの登場[7]。

機動戦士ガンダム 逆襲のシャア
- νガンダム（アムロ・レイ）[8]
- Hi-νガンダム（アムロ・レイ）※角川書店の小説版（『機動戦士ガンダム 逆襲のシャア　ベルトーチカ・チルドレン』）及び『CCA-MSV』からの登場。

★機動戦士クロスボーン・ガンダム
- クロスボーン・ガンダムX1（キンケドゥ・ナウ）
- クロスボーン・ガンダムX1改（キンケドゥ・ナウ）
- クロスボーン・ガンダムX3（トビア・アロナクス）
- クロスボーン・ガンダムX1フルクロス（トビア・アロナクス）※『機動戦士クロスボーン・ガンダム 鋼鉄の7人』からの登場。

★機動戦士ガンダムSEED DESTINY
- デスティニーガンダム（シン・アスカ）
- ストライクフリーダムガンダム（キラ・ヤマト）
- インフィニットジャスティスガンダム（アスラン・ザラ）

オーバーマン キングゲイナー
- キングゲイナー（ゲイナー・サンガ）
- ドミネーター（シンシア・レーン）
- XAN-斬-（ゲイナー・サンガ[9]）

★フルメタル・パニック!
- ARX-7 アーバレスト（相良宗介）
- M9 ガーンズバック（マオ機）（メリッサ・マオ）
- M9 ガーンズバック（クルツ機）（クルツ・ウェーバー）
- M9 ガーンズバック（宗介機）（相良宗介）
- ボン太くん※『フルメタル・パニック?ふもっふ』からの登場[10]。

★コードギアス 反逆のルルーシュR2、コードギアス 反逆のルルーシュ
- Z-01 ランスロット（枢木スザク）
- Z-01/A ランスロット・エアキャヴァルリー（枢木スザク）
- Z-01/D ランスロット・コンクエスター（枢木スザク）
- Z-01/Z ランスロット・アルビオン（枢木スザク）[12]
- Type-0/0A 蜃気楼（ゼロ）
- Type-02 紅蓮弐式（紅月カレン）
- Type-02 紅蓮弐式甲壱型腕装備 （紅月カレン）☆
- Type-02/F1A 紅蓮可翔式（紅月カレン）
- Type-02/F1Z 紅蓮聖天八極式（紅月カレン）
- Type-05S 暁 直参仕様（C.C.専用機）（C.C.）
- Z-01/A ランスロット・フロンティア（C.C.）[13]

★創聖のアクエリオン
- ソーラーアクエリオン／ベクターソル（アポロ）
- アクエリオンマーズ／ベクターマーズ（シリウス・ド・アリシア、ピエール・ヴィエラ、ジュン・リー）
- アクエリオンルナ／ベクタールナ（シルヴィア・ド・アリシア、紅麗花、つぐみ・ローゼンマイヤー、リーナ・ルーン）

★マクロス ゼロ
- VF-0A フェニックス[15]（工藤シン）／ゴースト装備 ※ゴースト装備はEXミッションのみ使用可能
- VF-0S フェニックス（工藤シン[16]）

★マクロスF（フロンティア）
- VF-25F メサイア（早乙女アルト）／スーパーパック装備／アーマードパック装備
- VF-25S メサイア（オズマ・リー）／スーパーパック装備／アーマードパック装備
- VF-25G メサイア（ミハエル・ブラン）／スーパーパック装備
- RVF-25 メサイア（ルカ・アンジェローニ）／スーパーパック装備
- クァドラン・レア（クラン・クラン）
- アーマード・クラン（クラン・クラン）
- VB-6 ケーニッヒモンスター（カナリア・ベルシュタイン）
- マクロス・クォーター☆

★スーパーロボット大戦OG
- サイバスター（マサキ・アンドー）
- PTX-003-SP1 アルトアイゼン・リーゼ（キョウスケ・ナンブ）
- ART-1（リュウセイ・ダテ）

アーマード・コア マスターオブアリーナ、アーマード・コア2 アナザーエイジ
- ナインボール・セラフ☆

Another Century's Episodeオリジナル
- アルファート（オータム・フォー）

## 登場キャラクター
オーバーマン キングゲイナー
- ゲイナー・サンガ（声：野島裕史）
- ゲイン・ビジョウ（声：かわのをとや）
- サラ・コダマ（声：小林愛）
- ベロー・コリッシュ（声：大竹周作）
- ヒューズ・ガウリ（声：草野とおる）
- アナ・メダイユ（声：鬼頭典子）
- アデット・キスラー（声：林真里花）
- ケジナン・ダッド（声：北沢洋）
- エンゲ・ガム（声：小山剛志）
- ジャボリ・マリエーラ（声：田村真紀）
- アスハム・ブーン（声：子安武人）
- ザッキ・ブロンコ（声：中村たかし）
- シンシア・レーン（声：水城レナ）

機動戦士Ζガンダム
- カミーユ・ビダン（声：飛田展男）
- クワトロ・バジーナ（シャア・アズナブル）（声：池田秀一）
- ファ・ユイリィ（声：新井里美）
- ブライト・ノア（声：鈴置洋孝）※ライブラリ出演
- トーレス（声：柴本浩行）
- アムロ・レイ（声：古谷徹）
- ヤザン・ゲーブル（声：大塚芳忠）
- ダンケル・クーパー（声：菊池正美）
- ラムサス・ハサ（声：拡森信吾）

機動戦士クロスボーン・ガンダム
- トビア・アロナクス（声：山口勝平）
- キンケドゥ・ナウ（声：辻谷耕史）
- ベルナデット・ブリエット（声：夏樹リオ）
- ベラ・ロナ（声：冬馬由美）
- ギリ・ガデューカ・アスピス（声：真柴摩利）
- バーンズ・ガーンズバック（声：飯塚昭三）
- ローズマリー・ラズベリー（声：まるたまり）

機動戦士ガンダムSEED DESTINY
- シン・アスカ（声：鈴村健一）
- キラ・ヤマト（声：保志総一朗）
- アスラン・ザラ（声：石田彰）

コードギアス 反逆のルルーシュ R2
- ルルーシュ・ランペルージ（ルルーシュ・ヴィ・ブリタニア）/ゼロ（声：福山潤）
- C.C.（声：ゆかな）
- 紅月カレン（声：小清水亜美）
- 枢木スザク（声：櫻井孝宏）
- ロイド・アスプルンド（声：白鳥哲）
- セシル・クルーミー（声：井上喜久子）
- 黎星刻（声：緑川光）
- ジノ・ヴァインベルグ（声：保志総一朗）
- アーニャ・アールストレイム（声：後藤邑子）
- ルキアーノ・ブラッドリー（声：私市淳）
- 藤堂鏡志朗（声：高田祐司）
- ディートハルト・リート（声：中田譲治）
- ラクシャータ・チャウラー（声：倉田雅世）
- 天子（蒋麗華）（声：松元環季）
- シュナイゼル・エル・ブリタニア（声：井上倫宏）
- ロロ・ランペルージ
- 扇要
- 玉城真一郎
- 千葉凪沙
- 朝比奈省悟
- 皇神楽耶
- 高亥
- カノン・マルディーニ
- シャルル・ジ・ブリタニア
- 趙晧（声：真殿光昭）
- オペレーター（声：杉山紀彰）

フルメタル・パニック!
- 相良宗介（声：関智一）
- 千鳥かなめ（声：雪野五月）
- テレサ・テスタロッサ（声：ゆかな）
- メリッサ・マオ（声：根谷美智子）
- クルツ・ウェーバー（声：三木眞一郎）
- クガヤマ・タクマ（声：千葉進歩）
- アル（声：室園丈裕）

フルメタル・パニック?ふもっふ
- ボン太くん（声：金田朋子）

創聖のアクエリオン
- アポロ（声：寺島拓篤）
- シルヴィア・ド・アリシア（声：かかずゆみ）
- シリウス・ド・アリシア（声：杉田智和）
- ピエール・ヴィエラ（声：小野坂昌也）
- 紅麗花（声：小林沙苗）
- つぐみ・ローゼンマイヤー（声：日笠山亜美）
- ジュン・リー（声：阪口大助）
- リーナ・ルーン（声：佐藤ひろ美）
- 不動GEN（声：石塚運昇）
- ジャン・ジェローム・ジョルジュ（声：飛田展男）
- ソフィア・ブラン
- 両翅（声：矢尾一樹）
- 夜翅
- 錬翅
- 智翅
- 頭翅（声：森川智之）
- 音翅（声：兵藤まこ）

超時空世紀オーガス
- 桂木桂（声：速水奨）
- ミムジィ・ラース（声：佐久間紅美）
- モーム（声：深雪さなえ）
- オルソン・D・ヴェルヌ（声：堀内賢雄）
- アテナ・ヘンダーソン（声：勝生真沙子）
- ロベルト（声：石森達幸）
- ヘンリー・スタイガー（声：林一夫）

マクロスゼロ
- 工藤シン（声：鈴村健一）
- サラ・ノーム（声：小林沙苗）
- ロイ・フォッカー（声：神谷明）
- ノーラ・ポリャンスキー（声：高山みなみ）
- D.D.イワノフ（声：大友龍三郎）
- ロバート艦長（声：佐々木誠二）

マクロスF
- 早乙女アルト（声：中村悠一）
- シェリル・ノーム（声：遠藤綾、歌：May'n）
- ランカ・リー（声：中島愛）
- オズマ・リー（声：小西克幸）
- ミハエル・ブラン（声：神谷浩史）
- ルカ・アンジェローニ（声：福山潤）
- クラン・クラン（声：豊口めぐみ）
- ジェフリー・ワイルダー（声：大川透）
- キャサリン・グラス（声：小林沙苗）
- ボビー・マルゴ（声：三宅健太）
- カナリア・ベルシュタイン（声：桑島法子）
- モニカ・ラング（声：田中理恵）
- ミーナ・ローシャン
- ラム・ホア
- レオン・三島（声：杉田智和）
- あい君
- グレイス・オコナー（声：井上喜久子）
- ブレラ・スターン（声：保志総一朗）
- テムジン（声：金野潤）

スーパーロボット大戦OG
- マサキ・アンドー（声：緑川光）
- キョウスケ・ナンブ（声：森川智之）
- リュウセイ・ダテ（声：三木眞一郎）
- クロ（声：折笠愛）
- シロ（声：佐久間レイ）
- ロバート・H・オオミヤ（声：桐本琢也）

## その他の声優
相沢舞、斉藤梨絵、島田敏、稲田徹、杉山紀彰、真殿光昭、田中一成、川津泰彦、今村直樹、佐々木誠二、田中大文、藤本たかひろ、赤羽根健治、宮坂俊蔵、宮崎寛務

## オリジナル
上記の通り、本作品は12作のロボットアニメ、漫画の機体やキャラクターが登場するが、本ゲームのオリジナルの機体・キャラクターも存在する。

### オリジナル機体
アルファート
本作のオリジナル機体。
アルファートは惑星エリアのUCEFという組織が開発した機動兵器であり、「プロジェクト・アーク」と呼ばれる計画において重要な機体となっている。アーク級戦艦「アーク・アルファ」のメインエンジンを含めたユニットが分離したのが本機である。背中に1対のウイングバインダーが装備され、ACEのマークのような三角形のオブジェクトが各所に入っている。
プロジェクト・アークとは惑星エリアの人間達がシーズン達の反乱によって死滅の危機に陥ったため、エリアの人間達を逃がすために人間の精子と卵子を内包した人工子宮「ウーム」をアーク・アルファに最重要ブラックボックスとして搭載し、時空転移装置である「バルドナ・ドライブ」によって惑星エリアから脱出し、他世界でウームを解放しエリアの人間達を再生させるというものである。ウームとVドライブを守るためにアーク・アルファとアルファートは開発され、それを管理するためにシーズンのオータム・ワンのデータを下に、アルファートのパイロット兼、アーク・アルファの艦長であるアンドロイド、オータム・フォーが誕生したのである。本機は時空転移装置及び高出力のエンジンでもあるVドライブを搭載しているだけでなく、戦況によって様々な戦闘フォームへ変化する事が可能となっている。
ノーマルヴァンドゥル
アルファートの初期形態で、カラーリングは白でワンポイントに黄色が入っている。武装は右手に装備された「ヴァリアブルライフル」であり、状況に応じ射撃と格闘に切り替えられる。武装は最低限のその二形態しかないが、汎用性の取れた形態となっている。
アーマーヴァンドゥル
アルファートがノーマルヴァンドゥルから変化した形態で、カラーリングが黒基調の赤いワンポイント入りに変化する。防御力が大きく向上したが、射撃兵装を一切持たず、防御からの近接戦しか出来ないため、射撃戦に優れた味方との連携が必要となる場合が多い。
武装はヴァリアブルアックスとビッグシールド。
ファイアヴァンドゥル
アーマーヴァンドゥルから変化した形態で、カラーリングがオレンジに変化する。アーマーヴァンドゥルとは逆で近接兵装を一切持たない代わりに強力な射撃兵装を持つが、どちらも癖の強い武装のために若干扱いづらいという難点がある。
武装はヴァリアブルバスターとベルククリスタル。
ハイヴァンドゥル
ファイアヴァンドゥルから変化したアルファートの最終形態で、カラーリングが金色に変化する。全般的に性能が向上し、武装もこれまでの形態の各種武装が使用可能となる。また、アーク・アルファからの援護射撃が可能になり（なお、アーク・アルファが届かない施設内などでは使用出来ない）、これまでの形態より汎用性に優れた形態となっている。また、オータムの精神状態をコントロールするシュレイにより高い性能を発揮できる。
武装はディフュージョン、ヴァリアブルアックス、ストロングホールド、アラウンドシュート、ベルククリスタル、バーストモード-VD（バルドナ・ドライブ）ランチャー。

アーク・アルファ
アルファートの母艦で UCEF が開発したアーク級の特殊戦闘艦。カラーリングはアルファートと同様の白と黄色で三角形をしている。ワン・マン・ディレクションシステムを搭載しており、オータム一人でも操艦可能。無論人間のクルーが操縦する事も考えられており、人間用の居住スペースや機体のメンテナンス用の格納庫なども内蔵されている。メインエンジンでもあるアルファートが分離しても、3つのサブエンジンによって問題無く運用出来る。
オータムが記憶を無くしてからはアーク・アルファのメインコンピュータは彼女の記憶を含んだほとんどの情報をロックしていたが、オータムが危機に陥ると強制的に少しずつ彼女の記憶をオータムにインストールしていき、オータムの失われた記憶と封じられていたシステムが解放されていく様に設定されていた。前述したウームとVドライブを守るためシステムにも厳重なプロテクトが掛けられている。
フォーシーズン
ウィンター・ワンが搭乗する人型機動兵器。白を基調としたカラーリングで、左右5本ずつ、合計10本の刀身の様な形のパーツが繋がっている。
ロングレンジ・アリゲーター
スプリング・ワンが搭乗する飛行型機動兵器。ビーム砲やレーザーブレード、ミサイルを搭載し、機動性もそれなりに高い。特定のルートでのみ搭乗する。
シースタンドコア
スプリング・ワンが搭乗する大型機動兵器。サソリの様な形状をしており、尾の部分に大型ビーム砲、両腕にガトリング砲、さらに全身にミサイルと、ロングレンジ・アリゲーターを遥かに越えた重火器を搭載している。
スプリング・ワンの機体（名称不明）
スプリング・ワンが搭乗する人型機動兵器。シースタンドコアの中枢を兼ねている。

ジオスタンドコア
サマー・ワンが搭乗する大型機動兵器。巨大な戦車に腕が付いた形状で、左腕はドリルやチェーンソー、ハンマーなどに換装する。
サマー・ワンの機体（名称不明）
サマー・ワンが搭乗する人型機動兵器。ジオスタンドコアの中枢を兼ねている。

エアースタンドコア
オータム・ワンが搭乗する大型機動兵器。4本のブレードアームとクローアームを装備し、高い戦闘力を持つ。
オータムスピリット
オータム・ワンが搭乗する人型機動兵器。エアースタンドコアの中枢を兼ねている。

ACEコア
惑星エリアの防衛システム「システムACE」の中枢。

### オリジナルキャラクター
オータム・フォー声：沢城みゆき
本作の主人公であり、シリーズでは初の女性主人公。アーク・アルファを指揮しつつ、アルファートのパイロットを兼任する謎の少女。髪は水色のショートヘア。記憶を失っているが、惑星エリアに転移してきたガンダムチームやスカル小隊らに協力する。
ウィンター・ワン声：置鮎龍太郎、銀河万丈（シキに乗っ取られた時）
惑星エリアの管理機構「システムACE」の管理者として、シキによって製造された4体のアンドロイド、「シーズン」 のリーダー。水色の髪をした青年。惑星エリアの支配者を名乗っていて、アーク・アルファを狙っている。
他のシーズンへの強制命令「フォーシブル・コマンド」の使用権限を有するため、他のシーズンは、彼の命令に逆らうことはできないが、フォーシブル・コマンドへの拒否権限を持つオータム・フォーのみ、彼の支配を受け付けない。
自らが特別なシーズンであることに優越感を持っており、常に尊大な態度を取る。
ときおり、直前と正反対の言動をとるなど、行動に矛盾が見られる。
スプリング・ワン声：沖佳苗
「シーズン」の一人。シー・プラントの守護者で、惑星エリアの海の守りを司る。ピンク色の縦巻きロールの髪をした幼い少女のような姿をしている。
システムACEにおける本来の役割は人間の健康管理や生活面でのサポートであったようだがウィンターにより非常に勝気で好戦的な性格設定をなされている。ウィンターを心から慕っている。
サマー・ワン声：小山剛志
「シーズン」の一人でジオ・プラントの守護者。筋骨隆々とした男性の姿をしており、胸板が大きく開いた服を身に纏っている。
外敵との戦闘を任務としており、戦うことに対して喜びを感じるバトルマニア的な性格の持ち主だが、自分の欲求よりもウィンターからの命令を優先するなど、自分を律することにかけては、むしろ他のシーズンよりも冷静な面もある。
オータム・ワン声：小松由佳
「シーズン」の一人。赤い髪をした女性。エアー・プラントを司る。シーズンの長であるウィンターに強い忠誠を誓う一方、スプリングを炊きつけてイレギュラーと交戦させるなど、策謀を巡らせる一面も。
沈着冷静な言動が特徴だが、自らをベースとして作られたデッドコピーであるオータム・フォーを強く嫌悪しており、彼女を前にすると激しい感情をあらわにするなど、根は意外と激情家である模様。
プロジェクト・アーク スタッフ声：中田譲治
ドクター・シキ声：銀河万丈
シーズンたちの生みの親。既に故人と思われたが、ウィンターの身体に自身の視神経と脳髄を移植しており、彼の身体を使って生き延びていた。物語の最終局面でウィンターの身体を乗っ取り、本性を露にする。

### オリジナル用語
惑星エリア
本作の舞台となる惑星。
ここに住んでいた人類は元々エリアの住民ではなく、正体不明の勢力「アグレッサー」の脅威から母星を捨て移民した人々だった。ここには古代文明の遺産の影響によるものなのか、アグレッサーの転移技術を以ても惑星エリアの地上へ転移する事は出来なかった。それでも脅威に曝され続けたエリアの人々は後述の「システムACE」を制作するが、その後のシーズンの反乱（実質的にはウィンター・ワンの体に視神経と脳髄を移植したドクター・シキの独断）によってエリアの人々は壊滅し、最後の希望として前述のアーク・アルファ、オータム・フォーを制作する。
システムACE
アグレッサーの脅威に曝され続けたエリアの人々が開発した対アグレッサー防衛システム。
惑星エリア全土を覆う外殻「ケージ」とアグレッサーに対抗するための無人兵器群「イコン」、惑星エリアの管理とイコンを統率する指揮官としての役割を持つアンドロイド「シーズン」で構成される。システムACEはACEコアによって統括されており、システムが停止すると惑星エリア全域を覆うケージが分離して大気圏を突入してエリアが壊滅的な打撃を受ける危険性を持つ。
ケージによって惑星が丸々覆われているのに大気や光など地上環境への影響を感じないことに幾人かが疑問を持つが、維持するためのシステムについて概略説明に16時間ほどかかるとのこと。
アグレッサー
本作では会話のみ語られている正体不明の勢力。
オータム・フォーやシーズンの会話によると人類の殲滅を優先行動をする勢力であり、いたる所へ飛ぶ事ができる空間転移技術、人類を完全に殲滅するまで追撃を止めない性質を持つ。なお、所有している兵器の中に人型機動兵器はほとんど存在しない模様。
惑星エリアにも幾度も攻め込んできたが、大気圏内に直接転移はなぜか叶わず、大気圏外からの攻撃をしかけてきていたらしい。このため大気圏内にケージが造られることとなった。

## 音楽

### 主題歌
「Re:birth」
作詞・作曲・編曲：林保徳、歌：Acid Black Cherry
本作では、原作で使用された音楽が流れる場面もある。また、BGMを選択することもできる。ただし、前作のようにヴォーカル入りのBGMを選択することはできず、本作に収録されているマクロスFのBGMも選択できない。（後述するカスタムBGM機能を活用すれば不可能ではない）
- キングゲイナー・オーバー!（『オーバーマン・キングゲイナー』オープニングテーマ）
- SALLY（『機動戦士ガンダム 逆襲のシャア』より）
- ignited -イグナイテッド-（『機動戦士ガンダムSEED DESTINY』初代オープニングテーマ）
- 僕たちの行方（『機動戦士ガンダムSEED DESTINY』第三期オープニングテーマ）
- クロスボーン・ガンダム（『機動戦士クロスボーン・ガンダム[19]』より）
- その名は宇宙海賊（『機動戦士クロスボーン・ガンダム』より）
- 大気層に乗って（『機動戦士Ζガンダム A New Translation』より）
- Elegant Force（『コードギアス 反逆のルルーシュ R2』より）
- O2〜オー・ツー〜（『コードギアス 反逆のルルーシュ R2』前期オープニングテーマ）
- Privious Notice（『コードギアス 反逆のルルーシュ R2』より）
- 創聖のアクエリオン（『創聖のアクエリオン』前期オープニングテーマ）
- Go Tight!（『創聖のアクエリオン』後期オープニングテーマ）
- アクエリウス（『創聖のアクエリオン』より）
- 神話的技巧ソナタ（『創聖のアクエリオン』より）
- 漂流〜スカイハリケーン〜（『超時空世紀オーガス』オープニングテーマ）
- tomorrow（『フルメタル・パニック!』オープニングテーマ）
- 戦うM9（『フルメタル・パニック!』より）
- 特攻野郎?（『フルメタル・パニック!』より）
- VF-Zero（『マクロス ゼロ』より）
- 滅びの歌（『マクロス ゼロ』より）
- 射手座☆午後九時Don't be late（『マクロスF』より）
- What 'bout my Star?（『マクロスF』より）
- 星間飛行（『マクロスF』より）
- ノーザンクロス（『マクロスF』後期エンディングテーマ）
- 愛・おぼえていますか〜bless the little queen（『マクロスF』より）
- 娘々サービスメドレー（『マクロスF』より）
- EVERYWHERE YOU GO（『スーパーロボット大戦OG』より）
- 鋼鉄の孤狼（『スーパーロボット大戦OG』より）
- 熱風!疾風!サイバスター（『スーパーロボット大戦OG』より）

### カスタムBGM
本作では、プレイステーション3本体に取り込んである音楽を再生することのできる機能がある。ミッション開始前の「BATTLE SETTING」時にEDIT BGMからCUSTOMを選択することで本体内のミュージックフォルダに保存されているBGMを選択可能。この機能を活用すれば本作にはオフヴォーカル版しか収録されていない原作各曲のヴォーカル版を再生するといったこともできる。

### オープニングムービー
ムービーは従来の作品同様、実写調のCGムービーで描かれる。アクエリオンの無限拳やオーガスの変形、編隊を組むスカル小隊のVF-25S（オズマ機）、VF-25G（ミハエル機）、RVF-25（ルカ機）などが描かれている。BGMはテーマソングの『Re:Birth』。

### ナインボール・セラフ用BGM
『9（Alternative）』という曲名で本作に収録されている、ナインボール・セラフ用のBGM。アーマード・コアシリーズにおける『9』という曲のアレンジバージョンである。BGM選択には使用できず、特定の場面でのみ聞くことができる。

## ゲームシステム
ミッションごとにプレイヤーユニット（操作する機体）を選択する。プレイヤーユニット以外にもフレンドリーユニット（僚機）を2機選択して出撃させることができる。
画面表示は画面右上にレーダーが表示されており、自機を中央に、敵機は赤い点で表示される。画面左下にはHPが表示されており、その下にはテンション（TENSION）ゲージが表示される。画面右下には使用武器が表示されている。前作までと違い、武器の形状がアイコンとして表示される。
パイロットチェンジ
本作より導入された新システム。従来のシリーズは機体ごとにパイロットが固定されていたが、本作ではパイロットの変更も可能になった。ただし、搭乗可能な機体は作品の設定により制限を受ける。例えば、百式ならクワトロ・バジーナの他、カミーユ・ビダンやアムロ・レイ、キンケドゥ・ナウといった宇宙世紀ガンダムシリーズのパイロットが搭乗でき、アクエリオンなら搭乗するパイロットによって武装が変化する。
セレクトタイトル
従来のA.C.E.シリーズではストーリーモードが進むごとに機体やパイロットが順次仲間になるシステムだったが、今作ではゲームスタート後に本作に参加する11作品（『A.C.E.オリジナル』、『アーマード・コアシリーズ』、『逆襲のシャア』を除く）の中から1作品を選択することで、各作品ごとに異なる第1話が開始するようになっている。殆どが原作に沿ったミッションになるが、『SEED DESTINY』は原作終了後、『OG』は『OG外伝』終了後のエピソードから始まる。また、選択しなかったタイトルの作品の機体も比較的早い段階で合流するようになっている。
変形
ΖガンダムやVF-0など変形機能を持つユニットは右スティックによって各形態に変形可能。アクエリオンはベクターマシンを3機出撃させている場合のみソーラー、ルナ、マーズの各形態に合体変形できる。以下にオーガスの変形の例を示す。
- 右スティック上 - オーガス・オーガロイド（人型形態）
- 右スティック左 - オーガス・ガウォーク（鳥人形態）
- 右スティック右 - オーガス・タンク（戦車形態）
- 右スティック下 - オーガス・フライヤー（飛行形態）

テンションシステム
前作までは残弾数を消費して武器を使用していたが、本作では残弾数は基本的にどの武器も無限になった。そのかわり、強力な武器は「テンション」が低いと使用できなくなっている。武器パネルの右側には「2」「5」など、消費テンション数が表示され、現在のテンションが足りないと武器パネルが暗くなり使用できない。テンションの増加の仕方はパイロットごとに異なる4種類のタイプがある。
- 撃破増加タイプ - 敵に攻撃をヒットさせるか敵を破壊するとテンションが増加する。
- HP撃破増加タイプ - 撃破増加タイプと同様だが、自機のHPが低いとテンション増加量が増える。
- 時間増加タイプ - 時間の経過と共にテンションが増加する。
- HP時間増加タイプ - 時間増加タイプと同様だが、自機のHPが低いとテンション増加量が増える。

サポート攻撃
僚機（フレンドリーユニット）を出撃させている場合、サポート攻撃を行わせることが出来る。L1ボタンで武器パネルを切り替えるとサポート攻撃のページになり、対応するボタンを一定時間押し続けると発動する。サポート攻撃を行ったユニットはHPを一定量消費し、ある程度HPが低下したユニットはサポート攻撃が使用できなくなる。また、ユニットによってサポート攻撃は異なる。ベクターマシン3機出撃で1機の扱いとなるアクエリオンはサポート攻撃を使えない。
チェイスモード
ミッションによっては飛行形態で敵の追跡を振り切ったり、敵を追跡する場面では高速移動の「チェイスモード」に入ることがある。このモードではおおまかな移動とカメラ操作がセミオートになり、プレイヤーは攻撃や回避等に専念することになる。武器の切り替えや変形操作などはできない。
モーションセンサー機能
本作ではプレイステーション3の純正コントローラー（SIXAXISもしくはDUALSHOCK 3）のモーションセンサー（傾き感知）機能に対応している。これを利用し、コントローラーを傾けることで機体の操作をすることができる。オプションのコントロールのフライトタイプをモーションセンサーに設定することでこの機能が使用可能になる。

## 関連商品
- アナザーセンチュリーズエピソード：R ファイナルガイド - エンターブレインより2010年10月2日発売の攻略本。ISBN 9784047268531